# Gerardo Sagredo
Gerardo de Sagredo (23 de abril de 980 – 24 de septiembre de 1046) fue obispo de Csanád y murió martirizado. Fue canonizado en 1083, junto con el rey Esteban I de Hungría y el príncipe Emérico, del que fue preceptor.

## Biografía
El obispo Gerardo (en húngaro: Gellért, en italiano: Cherardo Sagredo o Gerardo di Csanad) era de origen veneciano. Fue el segundo abad del monasterio benedictino de la San Giorgio il Maggiore, en una de las islas de la Laguna de Venecia, cuyo primer abad fue san Gregorio Barbarigo. De paso por Panonia fue nombrado tutor del príncipe  Emerik (latinizado como Emérico), quien murió joven. Su padre, el rey Esteban I, para evitar la división feudal de su reino, lo dividió en dos archidiócesis y diez diócesis, siendo Gerardo Sagredo nombrado obispo de Csanád en 1030. 
Tras la muerte de san Esteban, el caos producido por la ineficacia de su sucesor, Pedro Orseolo de Hungría, generó numerosas rebeliones paganas. La más significativa fue la Revuelta de Vata en 1043, durante la cual se asolaron aldeas y ciudades húngaras, se saquearon iglesias cristianas y se mataron a religiosos. Los caudillos tribales, descontentos con las estrictas leyes cristianas de san Esteban, y por la presencia de nobles y religiosos germánicos que recibían favores de Pedro Orseolo, arremetieron contra los clérigos y precisamente san Gerardo sería uno de los mártires el 24 de septiembre de 1043. 
Gerardo se opuso enérgicamente al gobierno de Pedro Orseolo, sobrino del difunto San Esteban, y con la esperanza de imponer orden nuevamente en el Reino de Hungría, él y otros obispos apoyaron a los nobles húngaros que deseaban el regreso al país de los hijos de Vazul, primo de San Esteban. Confiaba en que los jóvenes príncipes Andrés, Béla y Levente pudiesen tomar el poder y finalmente traer paz. 
El 24 de septiembre de 1043, cuando él y los obispos San Beszteréd, Bőd y Beneta viajaban en una caravana hacia la frontera húngara para recibir al príncipe Andrés, fueron atacados por paganos cuando atravesaban la montaña de Kelenföld, junto al asentamiento de Buda. El obispo fue herido de muerte y posteriormente arrojado en la carreta por el desfiladero de la montaña hacia el Danubio.
En 1083 el rey Ladislao I de Hungría consiguió que el papa Gregorio VII santificase a San Esteban, san Emérico de Hungría, san Gerardo Sagredo, san Andrés y san Benedicto. Las reliquias de san Gerardo Sagredo se las disputaron entre los venecianos y los húngaros. En la actualidad se encuentran repartidas entre Budapest y Murano (en la iglesia de Santa Maria Maggiore).